# Turks- und Caicosinseln
Die Turks- und Caicosinseln, manchmal auch nur Turks & Caicos genannt, sind ein Britisches Überseegebiet auf den Westindischen Inseln. Es besteht aus zwei Inselgruppen, den Turks- und den Caicos-Inseln.

## Etymologie
Der Namensbestandteil „Turks“ leitet sich von dem autochthonen Kaktus Melocactus intortus (englisch Turk’s cap cactus) ab, einem Kaktus mit einem charakteristischen roten Cephalium (Blütenstandszone), den die Namensgeber mit der damals charakteristischen Kopfbedeckung der Türken, dem Fes assoziierten. „Caicos“ leitet sich ab von der Bezeichnung „caya hico“ für „Inselkette“, welche die Lucayaner der Inselgruppe gaben.

## Geographie
Die Turks- und Caicosinseln werden, obwohl sie geographisch im Atlantik gelegen sind, noch zur Karibik gezählt; die beiden kleinen Inselgruppen bilden die südöstlichen Ausläufer der Bahamas. Ungefähr 150 km südlich liegt die Insel Hispaniola mit Haiti und der Dominikanischen Republik, 50 km südwestlich die zu den Bahamas gehörende Inselgruppe Inagua, 65 km nordwestlich die Insel Mayaguana der Bahamas.
Die Gesamtfläche aller Inseln beträgt bei Niedrigwasserstand 948 km², sonst etwa 616 km². Die Küstenlinie aller Inseln beträgt 389 km. Hauptstadt ist Cockburn Town auf Grand Turk. Die höchste Erhebung sind die Hügel Blue Hill auf der Insel Providenciales und Flamingo Hill auf East-Caicos mit jeweils 48 Metern.
Von den insgesamt dreißig Inseln sind acht bewohnt; die Insel Providenciales ist die bevölkerungsreichste, die am dichtesten besiedelte ist Grand Turk.

## Geschichte
Die ursprüngliche indigene Bevölkerung bildeten die Taíno, welche wahrscheinlich von den Lucayanern verdrängt oder assimiliert wurden. Die indigene Bevölkerung war um die Mitte des 16. Jahrhunderts aufgrund von Krankheiten und Sklaverei ausgelöscht.
Über die Entdeckung der Inseln durch die Europäer gibt es verschiedene Theorien: Einige Historiker sind der Überzeugung, dass Christoph Kolumbus im Jahr 1492 nicht in San Salvador oder Samana Cay auf den Bahamas landete, sondern auf Grand Turk am heutigen Ankerplatz Hawks Nest. Offiziell gilt heutzutage aber Juan Ponce de León, der 1513 erstmals von den Inseln berichtete, als europäischer Entdecker der Inseln.
Im 17. Jahrhundert wurden die Inseln von Bermuda aus besiedelt und befanden sich später unter spanischer, französischer und britischer Kontrolle. Von 1776 bis 1848 waren sie Teil der britischen Kolonie der Bahamas, und von 1848 bis 1959 gehörten sie zum damals ebenfalls noch britischen Jamaika; 1959 wurden sie zur eigenen Kolonie erklärt. Seit 1946 steht das Territorium auf der UN-Liste der Hoheitsgebiete ohne Selbstregierung. Seit etwa 1976 gab es immer wieder Bestrebungen, unabhängig zu werden, seit etwa 1982 ruhen diese allerdings.
1974 gab es erste Bestrebungen im kanadischen Parlament, die Inseln als elfte Provinz in den kanadischen Staatsverband aufzunehmen. Der Gesetzesvorschlag fand jedoch keine Mehrheit und wurde somit abgelehnt. Seit 2003 gibt es jedoch erneute Bestrebungen in diese Richtung. Allerdings müsste Großbritannien jedoch erstens die Inseln in die Unabhängigkeit entlassen und zweitens jede einzelne kanadische Provinz zustimmen; gerade Letzteres ist infolge der sehr komplizierten kanadischen Verfassungsprozeduren wenig erfolgversprechend.
Im September 2008 wurden die Inseln von den kurz aufeinander folgenden Hurrikanen Hanna und Ike stark getroffen. Vor allem die Turksinseln und South Caicos erlitten starke Zerstörungen.
Aufgrund von Korruptionsvorwürfen erklärte das britische Außenministerium die Regierung der Turks- und Caicosinseln im August 2009 für abgesetzt. Das Parlament wurde aufgelöst und die Verfassung, die die Autonomie von Großbritannien regelt, außer Kraft gesetzt. Die Amtsgeschäfte wurden von Gouverneur Gordon Wetherell übernommen. Ex-Premier Galmo Williams warf der Regierung in London Rekolonialisierung und Bruch von EU-Recht vor.
2011 wurde eine geänderte Verfassung beschlossen, die am 15. Oktober 2012 in Kraft trat. Allgemeine Wahlen fanden am 9. November 2012 statt, am 13. November 2012 wurde Rufus Ewing als neuer Premierminister vereidigt, und am 28. November 2012 trat das neue Parlament erstmals zusammen. Dort kündigte Gouverneur Ric Todd die Einrichtung einer von ihm geleiteten Kommission zur Vorbereitung der Unabhängigkeit vom Vereinigten Königreich an, die von beiden im Parlament vertretenen Parteien angestrebt wird.
Zu mehreren politischen Themen gibt es Unstimmigkeiten mit London, beispielsweise bezüglich der Einführung einer Mehrwertsteuer, die auf den Inseln abgelehnt wird. Von London wird jedoch eine langfristige Stabilisierung der Finanzen der Inseln angestrebt, die seit 2016 nicht mehr durch britische Bürgschaften abgesichert werden sollen.
Bei den Wahlen 2016 verlor die Progressive National Party (PNP) von Rufus Ewing zum ersten Mal, seit sie 2003 die Regierung von Derek Hugh Taylor ablöste. Die People’s Democratic Movement (PDM) kam mit Sharlene Cartwright-Robinson als Premierministerin an die Macht. Sie wurde durch Washington Misick ersetzt, nachdem die Progressive National Party die Parlamentswahlen 2021 haushoch gewonnen hatte.

## Politik
Die Turks- und Caicosinseln sind ein Überseegebiet des Vereinigten Königreichs. Die 2011 erlassene Verfassung ist seit dem 15. Oktober 2012 in Kraft.
Staatsoberhaupt ist König Charles III., der durch einen von ihm ernannten Gouverneur vertreten wird.
Das Parlament (House of Assembly) zählt 21 Mitglieder, nämlich 15 für vier Jahre gewählte Mitglieder, vier ernannte Mitglieder, den Generalstaatsanwalt (ohne Stimmrecht) und den Sprecher. Für die Parlamentswahlen bilden die Turks- und Caicos-Inseln sowohl einen einzigen gemeinsamen Wahlkreis wie auch zehn Wahlkreise. Von den 15 gewählten Parlamentsmitgliedern werden fünf Mitglieder im gemeinsamen Wahlkreis gewählt sowie je ein Mitglied für jeden der zehn Wahlkreise.
Der Mehrheitsführer im Parlament wird vom Gouverneur zum Premierminister ernannt. Die Regierung (Kabinett) setzt sich aus dem Gouverneur, dem Premierminister, bis zu sechs weiteren Ministern aus den Reihen der gewählten oder ernannten Mitglieder des Parlaments, dem stellvertretenden Gouverneur und dem Generalstaatsanwalt zusammen.
Am 28. Januar 2016 legte die EU-Kommission ein Maßnahmenpaket zur Bekämpfung von Steuerflucht vor, bei dem unter anderem die Turks- und Caicosinseln auf der schwarzen Liste der Steueroasen auftauchen. Mit Datum vom 2. November 2022 bat die Bundesregierung den Bundesrat um Zustimmung, die Inseln ab dem Tag der Verkündung der entsprechenden Verordnung in die deutsche Liste der nicht kooperativen Staaten aufzunehmen.

## Bevölkerung

Bevölkerungsentwicklung, Fertilitäts- und Nettoreproduktionsraten von 1950 bis 2021; Prognose der Bevölkerungsentwicklung bis 2032; Schätzung der Vereinten Nationen 2022
Blaue Kurve (linke Y-Achse): Gesamtbevölkerung jeweils zum 1. Juli in Tausend
Blaue gepunktete Kurve (linke y-Achse): Gesamtbevölkerung jeweils zum 1. Juli in Tausend, "Mittlere Prognose" ("Medium variant")
Rote Kurve (rechte y-Achse): Gesamtfruchtbarkeitsrate (Lebendgeburten pro Frau)
Gelbe Kurve (rechte y-Achse): Nettoreproduktionsrate (überlebende Töchter pro Frau)

Laut einer Schätzung der Vereinten Nationen lag die Einwohnerzahl des Gebiets zum 1. Juli 2022 bei 45.703 Menschen. Die Einwohnerzahl ist damit seit dem Jahr 1950 deutlich gewachsen, als sie noch bei knapp 5000 Personen lag. Im Jahr 2022 wurde die Lebenserwartung bei der Geburt für die Gesamtbevölkerung auf 74,9 Jahren (Männer: 72,2 Jahre; Frauen: 78,0 Jahre) geschätzt und lag damit über dem weltweiten Durchschnitt, jedoch um knapp fünf Jahre unter dem des britischen Mutterlandes. Die Fertilität lag zum selben Zeitpunkt mit 1,7 Kindern pro Frau unter dem Ersatzniveau (1980 waren es noch knapp 4,6 Kinder pro Frau). Aufgrund des relativ niedrigen Medianalters von 37,7 Jahren und einer positiven Wanderungsbilanz wächst die Bevölkerung weiterhin, allerdings mit absinkender Tendenz in den letzten Jahren.
Die Bevölkerung ist ethnisch gemischt. Laut Schätzungen des CIA World Fact Book waren 87,6 % Schwarze, 7,9 % Weiße, 2,5 % gemischter Abstammung, 1,3 % indischstämmig und 0,7 % gehörten anderen ethnischen Gruppen an (Stand 2006). Das Gebiet ist ein Ziel- und Transitort für Einwanderer aus Haiti auf dem Weg auf die Bahamas und in die USA. Die Bevölkerungsmehrheit gehört mit über 80 % dem Christentum an, wobei knapp 73 % der Bevölkerung Protestanten und knapp 11 % Katholiken sind. Englisch ist Amtssprache, wobei allerdings ein eigener karibischer Kreolendialekt in der Bevölkerung verbreitet ist.

## Verwaltung
Die Turks- und Caicos-Inseln sind in sechs Verwaltungsdistrikte aufgeteilt, zwei davon auf den Turks-Inseln und vier auf den Caicos-Inseln. Die Verwaltungsdistrikte werden von Distriktkommissaren geleitet.

## Wirtschaft
Lange Zeit dominierte die Salzgewinnung die Wirtschaft der Turks- und Caicosinseln. Schon vor der Ankunft der Europäer tauschten die Taíno das Salz gegen Honig und Früchte aus Hispaniola. Ende des 17. Jahrhunderts begannen englische Kolonisten aus Bermuda mit der Anlage von Salzgärten. Während der nächsten 250 Jahre wurde auf South Caicos, Grand Turk und Salt Cay in großem Umfang Salz gewonnen. Ihren Höhepunkt erreichte die Salzproduktion am Beginn des 20. Jahrhunderts; auf rund 320 Hektar Salinenfläche wurden jährlich etwa 60.000 Tonnen Salz erzeugt. Mangelnde Konkurrenzfähigkeit aufgrund der relativ geringen Betriebsgrößen führte nach der Mitte des 20. Jahrhunderts zur Einstellung der Salzgewinnung.
Heute ist das Land wirtschaftlich stark vom Tourismus abhängig. Hotels und Restaurants erwirtschaften mehr als ein Drittel des Bruttoinlandsprodukts. Finanzdienstleistungen tragen etwa 10 % zum BIP bei, die relative Bedeutung dieses Sektors ist in den letzten Jahren etwas zurückgegangen.
Das nominale Bruttoinlandsprodukt der Turks- und Caicosinseln lag 2018 bei etwa 1,113 Milliarden US-Dollar, das entsprach 26.909 US-Dollar pro Kopf der Bevölkerung. Die Handelsbilanz ist stark negativ; im Jahr 2018 standen Importen von 483,7 Millionen US-Dollar Exporte von lediglich 5,8 Millionen US-Dollar gegenüber. Hauptexportgüter sind Fischereiprodukte wie die Große Fechterschnecke und die Karibik-Languste, dennoch hat die Fischerei heute nur noch einen geringen Anteil am BIP. Die Leistungsbilanz war 2018 ebenfalls negativ, das Defizit betrug nach vorläufigen Berechnungen mehr als 90 Millionen US-Dollar. Im Gegensatz dazu wurden in den Jahren davor erhebliche Überschüsse erwirtschaftet.
Mit großem Abstand wichtigster Handelspartner sind die Vereinigten Staaten, aus denen mehr als 85 % aller Importe stammen, gefolgt von den Bahamas mit 9,4 % der Importe.
Als Währung wird der US-Dollar verwendet.

## Infrastruktur
Die Turks and Caicos Islands Port Authority betreibt mehrere Seehäfen auf den Turks- und Caicosinseln. Wichtigster Hafen, über den der Großteil des internationalen Handels abgewickelt wird, ist South Dock auf Providenciales. Weitere internationale Häfen sind South Dock auf Grand Turk und Conch Ground auf South Caicos. Darüber hinaus gibt es weitere Anlegestellen für den lokalen Verkehr.
Mehrmals täglich verkehren Personenfähren zwischen Providenciales und North Caicos. Jeweils dreimal wöchentlich gibt es Fährverbindungen zwischen Providenciales und South Caicos sowie zwischen Grand Turk und Salt Cay.
Hauptflughafen ist der Flughafen Providenciales, über den Stand 2020 alle internationalen Linienflüge von und zu den Turks- und Caicosinseln abgewickelt werden. Der zweite internationale Flughafen des Landes, der JAGS McCartney International Airport auf Grand Turk, wird im Linienbetrieb nur von Inlandsflügen bedient. Weitere planmäßig im Inlandsverkehr angeflogene Flugplätze befinden sich auf South Caicos und Salt Cay; der North Caicos Airport wird ausschließlich von Charterflügen bedient. Ferner gibt es auf Pine Cay und Ambergris Cay zwei privat betriebene Flugplätze. Der Flughafen auf Middle Caicos ist zurzeit (2019) geschlossen. Der Flugverkehr zwischen den Inseln wird von InterCaribbean Airways und Caicos Express Airways durchgeführt.

## Sport
Cricket ist der beliebteste Sport auf den Turks- und Caicosinseln und gilt als Nationalsport. Im Gegensatz zu den meisten anderen ehemaligen britischen Überseegebieten der Westindischen Inseln stellen die Turks- und Caicosinseln keine Spieler für das West Indies Cricket Team und verfügen stattdessen über ihre eigene Nationalmannschaft.